# Kemmler-Turm
Der Kemmler-Turm, ehemals Bismarckturm, ist ein Aussichtsturm auf dem 506,6 m ü. NHN hohen Kemmler, einem Berg im Plauener Stadtteil Stöckigt im sächsischen Vogtlandkreis.

## Geschichte

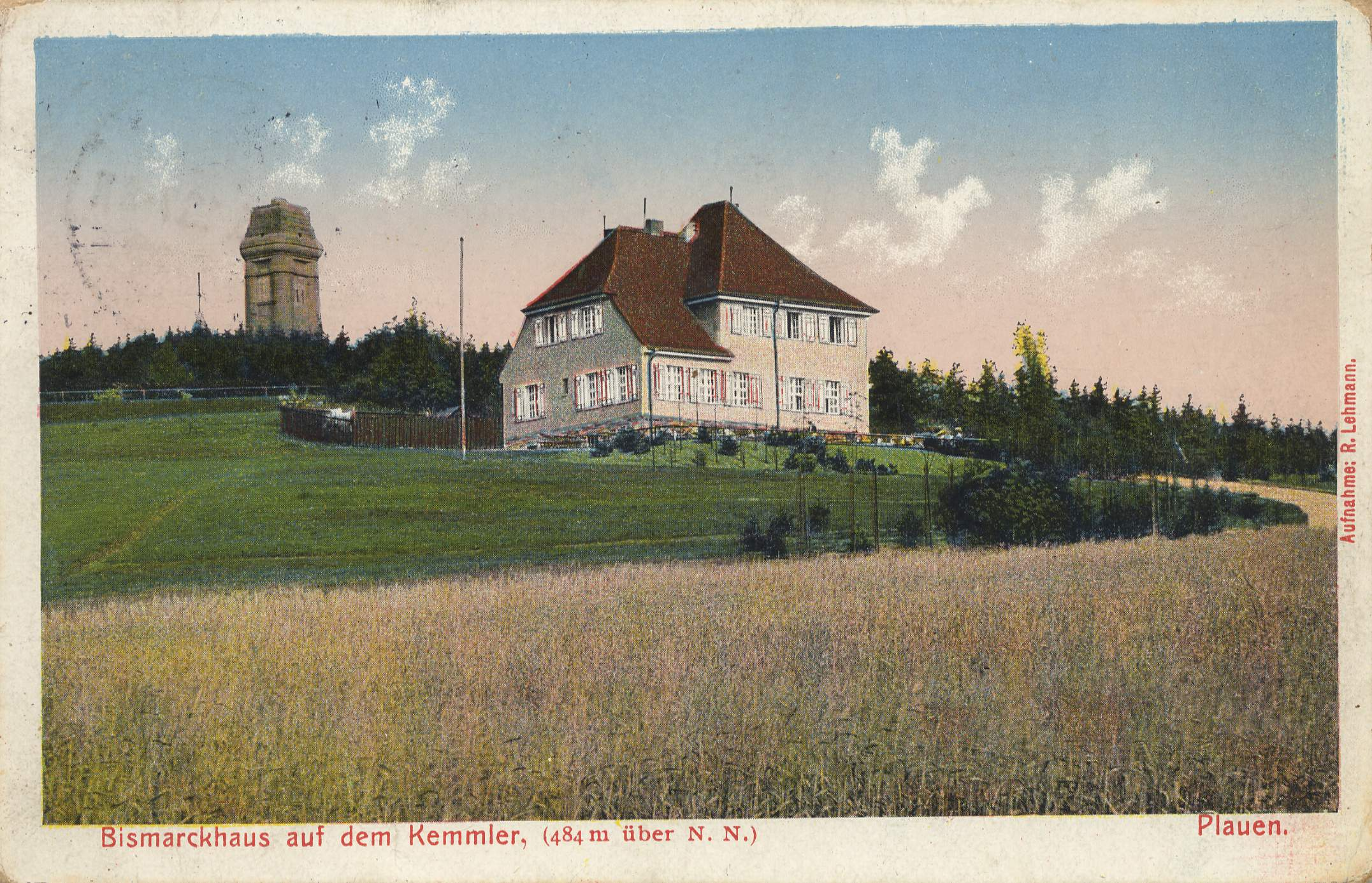
Ansichtskarte, 1913

Auf der Spitze des Kemmlers stand schon 1900 ein alter Kemmler-Turm, der auf Beschluss des Stadtrats von Plauen im März 1902 abgerissen wurde, um einer Bismarcksäule zu weichen, die mit Spendengeldern finanziert, schon am 31. August 1902 feierlich eingeweiht werden konnte. Dieser 18,25 m hohe Aussichtsturm mit Befeuerungsmöglichkeit hatte soviel Zulauf, dass 1910 ein Unterkunftshaus neben der Säule gebaut wurde. Dieses wurde 1945 wieder abgerissen.
Nach dem folgenden harten Winter wurde der Wald 1946 um die Bismarcksäule abgeholzt, sodass sie fortan frei stand und einen Panoramablick auf Plauen und das umgrenzende Vogtland bot. Ebenfalls 1946 wurde der Aussichtsturm in Kemmler-Turm umbenannt. In den folgenden Jahren wurden mehrere Sanierungsarbeiten durchgeführt.
2002 fand zum 100. Jahrestag der Einweihung eine Jubiläumsveranstaltung am Turm statt. Zur dringend nötigen Grundsanierung fehlten jedoch die Mittel, sodass man den Turm 2013 aus Sicherheitsgründen für Besucher sperren musste.
Für den Erhalt des Turmes wurde 2014 eine Spendenaktion durch den Baubürgermeister Levente Sárközy ins Leben gerufen, welche ab April 2015 durch eine private Initiative des Plaueners Kai Grünler wieder mehr Öffentlichkeit erlangte. Durch die gesammelten Spenden konnte die Sanierung begonnen werden und 2015 wurde das Betonsockelfundament saniert und die Metallspindeltreppe erneuert. Mit dem Abschluss dieser Arbeiten konnte der Turm ab dem 28. Juli 2015 wieder für Besucher freigegeben werden.
Im mehreren Bauabschnitten, verteilt über mehrere Jahre konnte der Turm grundlegend instand gesetzt werden. So wurden die 2016 die Überdachung und 2017 die Aussichtsplattform erneuert. 2018 erfolgte die Sanierung der Südwest-Ecksäule. 2019 folgten die Mauerertüchtigung der Ost- und Nordsäule sowie der Ersatz des Blitzschutzes. 2020 wurden die Außenstufen saniert und die Innenbeleuchtung erneuert. Die Bauarbeiten in den Jahren 2021/22 erfolgten im Innenraum mit der Natursteintreppe und dem historischen Geländer. Außerdem wurde eine neue Fensterverkleidung installiert. Im Eingangsbereich ist nun die historische Weihetafel wieder sichtbar. Im Mai 2022 konnten die Sanierungsarbeiten abgeschlossen und der Turm uneingeschränkt wieder freigegeben werden.